# Tcheremenets

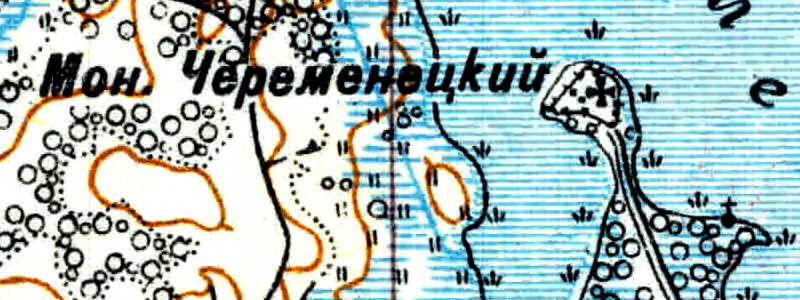
Tcheremenets (1926).

Tcheremenets (Череменец) est un lieu-dit du raïon de Louga (Russie) de l'oblast de Léningrad dépendant de la commune rurale de Skreblovo. Il est connu pour abriter le monastère Saint-Jean de l'Église orthodoxe russe.

## Histoire
L'endroit est mentionné pour la première fois en 1501 comme « monastère Saint-Jean-l'Évangéliste du lac de Tcheremenets » dans la pogost de Saint-Pierre de l'ouïezd de Novgorod.
Le monastère est ravagé par les troupes suédoises au début du XVIIe siècle.
Le petit village de Tcheremenets est mentionné sur une carte du gouvernement de Saint-Pétersbourg de Wilbrecht en 1792. Le monastère est montré sur une carte de Schubert du gouvernement de Saint-Pétersbourg en 1834. En 1864, il y a 28 habitants au village.

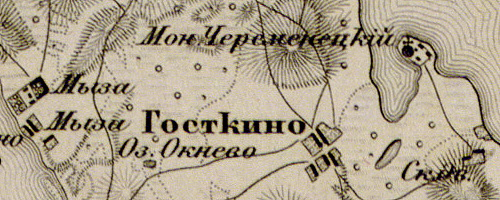
Le monastère de Tcheremenets sur une carte de 1863.

Selon le livre Guide des monuments du gouvernement de Saint-Pétersbourg (1905) une ancienne icône de saint Jean l'Évangéliste était portée en procession de l'église jusqu'à Louga tous les 1ers mai,.
De 1917 à 1923, le monastère de Tcheremenets fait partie du soviet rural de Gostkino de la volost de Iougostitsy, puis à partir de 1923 du même soviet rural cette fois-ci affecté à la volost de Peredolskaïa, et après 1927 au raïon de Louga. En 1928, l'endroit fait partie du soviet rural de Boutkovitchi. La région est occupée par l'armée allemande du 1er août 1941 au 31 janvier 1944. En 1954, il y avait 113 habitants ; en 1961, 18 habitants.
L'endroit fait partie du soviet (conseil) rural de Skreblovo dès 1973,. Il y avait 12 habitants en 2002, et 7 en 2007.

## Géographie
Le hameau se trouve dans la partie méridionale du raïon sur la route 41K-684 Pskov-Tcheremenets. Il est à 5 km de la commune rurale dont il dépend. La gare ferroviaire la plus proche, celle de Louga, est à 23 km.
Il est sur la rive occidentale du lac de Tcheremenets sur la presqu'île dite du Monastère.

## Lieu à visiter

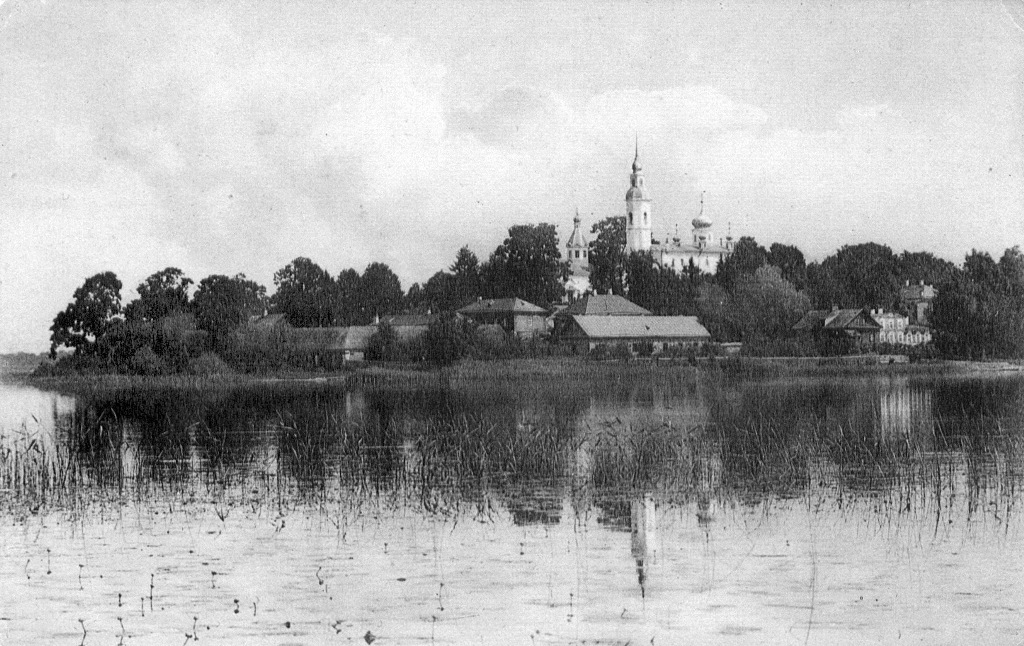
Le monastère de Tcheremenets au début du XXe siècle.

- Monastère orthodoxe Saint-Jean de Tcheremenets